# Enno Sander

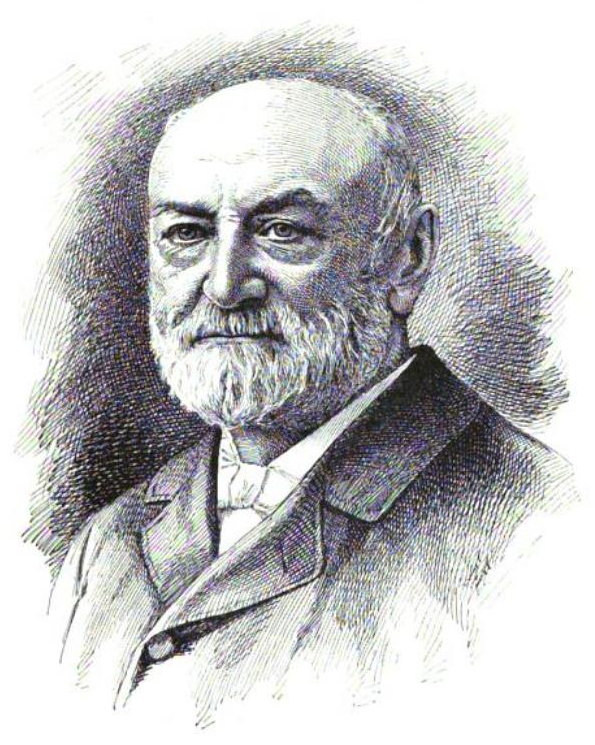

Friedrich Carl Enno Sander (* 27. Februar 1822 in Trinum bei Köthen; † 12. Februar 1912 in St. Louis, Missouri, USA) war ein deutscher Protagonist der Revolution von 1848 und Pharmazeut in den USA.

## Leben
Enno Sander war das zweite von fünf Kindern des Oberamtmanns Friedrich Carl Heinrich Sander (1787–1847) und ein Neffe des Bergmeisters Friedrich Ludwig Sander. Er wuchs auf dem Freiherrlich von Endeschem Rittergut Trinum auf, welches sich bereits seit seinem Großvater in Familienpacht befand. Er studierte in Berlin Chemie, Physik und Philosophie und promovierte 1847 in Halle (Saale) über die Philosophie Friedrich Wilhelm Schellings.
Nach den Märzunruhen des Jahres 1848, kehrte Sander nach Trinum zurück und zog schließlich nach Köthen, um dort durch Vorträge an der revolutionären Bewegung teilzunehmen. Bei den Wahlen zum Konstituierenden Landtag von Anhalt-Köthen trat er für die linken Demokraten an und besiegte seinen Gegenkandidaten, den berühmten Ornithologen Johann Friedrich Naumann. Sander war bemüht, die revolutionäre Bewegung in Anhalt mit der gesamtdeutschen zu verbinden, insbesondere mit der Berliner Bewegung um Carl d’Ester. Im Mai 1849 verabschiedete sich Sander aus Köthen, um an den Kämpfen in der Pfalz und in Baden teilzunehmen, wo er seit Juni in Karlsruhe als stellvertretender Kriegsminister der badischen Republik fungierte. Nachdem Karlsruhe vor den anrückenden preußischen Truppen geräumt werden musste, verschanzte Sander sich mit den badisch-pfälzischen Aufständischen in der Festung Rastatt, die am 23. Juli 1849 als letzte Bastion der Revolution angesichts der Aussichtslosigkeit der Lage kampflos den preußischen Truppen übergeben werden musste. Sander wurde verhaftet, im Juli 1850 jedoch nach einer Eingabe des Zerbster Kreisgerichtsrates Dr. Carl Friedrich Ferdinand Sintenis (1804–1868), Sanders Schwager, begnadigt unter der Bedingung, unverzüglich nach Amerika auszuwandern und nie mehr nach Deutschland zurückzukehren.
Zunächst Emigrant in New York, ließ Sander sich bald in St. Louis, Missouri nieder, wo er ab 1853 mehrere Apotheken gründete. Die Apotheken stellten damals noch ihre Pharmazeutika selbst her und in der Folgezeit widmete Sander sich in seinem eigenen Labor ganz der Herstellung von Pharmazeutika. Sander erwarb sich große Verdienste um die Entwicklung der Pharmakognosie und wurde zu einem Begründer der Pharmakognosie in den USA.
Sein Freund Alfred von Behr, mit dem er die Revolution in Köthen erlebt und den er am Ende seines Lebens gepflegt hatte, starb 1862 in Sanders Haus.
Sander gründete 1863 das College für Pharmazie in St. Louis und war einer der Mitbegründer der Akademie der Wissenschaften von St. Louis. 1902 errichtete Sander eine Mineralwasser-Fabrik, die als beste Anlage ihrer Art im Westen der USA galt. Daneben hatte er Patente für eine Hausapotheke, einen chemischen Feuerlöscher und einen karbonisierten Wasserdestillierapparat.
Während des amerikanischen Bürgerkrieges diente Sander als Major in der Armee der Nordstaaten. Politisch scheint er sich nicht mehr aktiv betätigt zu haben. Sander blieb unverheiratet und starb hochgeehrt im Alter von fast 90 Jahren.

## Ehrungen
In seinem Geburtsort Trinum wurde die ehemalige Bergstraße im Zuge der Eingemeindung und der damit einhergehenden Straßenumbenennung in der neuen Gemeinde Osternienburger Land im Jahre 2010 zu seiner Ehrung Doktor-Enno-Sander-Straße benannt.
In Rastatt existiert eine nach ihm benannte Enno-Sander-Straße und in Kleinpaschleben bei Köthen die Grundschule Dr. Enno Sander, die allerdings im Jahr 2017 geschlossen wurde. In Köthen wurde 1984 ein neu gegründeter Jugendklub auf Vorschlag des Klubrates, der sich damit gegen andere Namens-Pläne der FDJ-Kreisleitung durchsetzte, nach Enno Sander benannt. Der Klub existierte nach der Wende 1989 noch eine Zeit lang unter dem Namen „Enno“ weiter, ohne dass aber noch ein Bezug zu Enno Sander zu erkennen war.